# Stift Klosterneuburg
Het Stift Klosterneuburg ligt ten noordwesten van Wenen in de gelijknamige plaats Klosterneuburg (Neder-Oostenrijk) en behoort tot de congregatie van de Oostenrijkse augustijner koorheren. Het complex gaat terug op een stichting van de Oostenrijkse markgraaf Leopold III en zijn vrouw Agnes van Waiblingen in het begin van de 12e eeuw. Voor Leopold III en Agnes was Klosterneuburg hun residentiestad; het kapittel met seculiere kanunniken werd naast het paleis(je) gebouwd.
Kort nadien (1133) namen augustijner koorheren of reguliere kanunniken volgens de regel van Sint-Augustinus hun intrek. De oorspronkelijke stichting betrof vanaf het begin tot 1722 een dubbelklooster met augustijner koorvrouwen. De goed bewaarde resten van de koorvrouwenkerk Sint-Magdalena op het stiftsplein getuigen daar nog van. 
In latere eeuwen werd het complex herhaaldelijk vergroot en verbouwd, zodat het tegenwoordig uit een indrukwekkend conglomeraat van middeleeuwse, barokke, en historiserende gebouwen bestaat. In de 17e eeuw besliste de Oostenrijkse keizer Karel VI van het stift een Escorial te bouwen, naar Madrileens voorbeeld. Deze werken sleepten lang aan, tot in de 19e eeuw, en werden nooit voltooid. Nog altijd is het stift een levendig centrum van het katholieke geloof. Daarnaast herbergt het stift ook een belangrijke verzameling van kunstwerken, waaronder de aartshertogelijke kroon van Oostenrijk (Herzogshut). Het stift bezit een van de grootste en oudste wijngoederen van Oostenrijk en was eeuwenlang een grootgrondbezitter in de streek rond Wenen.
In 2006 werd het stift de Europa-Nostra-Prijs voor de inrichting van een bezoekerscentrum (Sala terrena) toegekend.

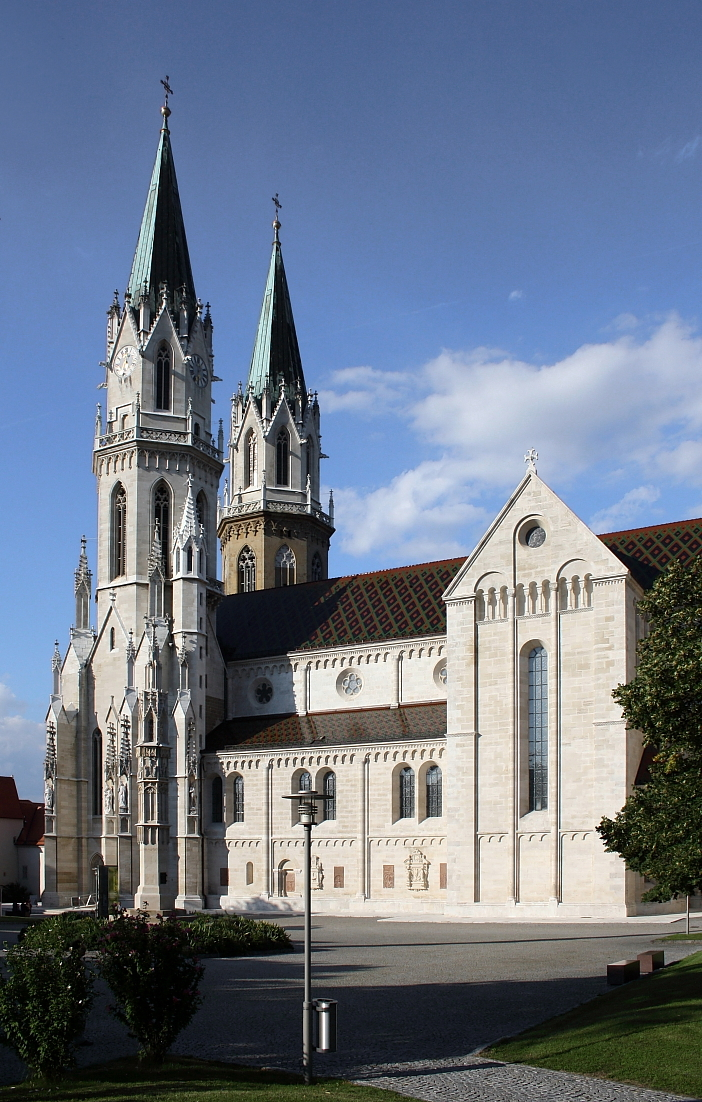
Stiftskerk

## Stiftskerk
De aan Maria-Geboorte gewijde stiftskerk werd in 1114 door markgraaf Leopold III gesticht en in 1136 ingewijd. De oorspronkelijke kerk betrof een drieschepige basiliek met dwarsschip en een monumentaal westwerk. De crypte bevat het beroemde goud-email Verduneraltar, genoemd naar zijn goudsmid Nicolaas van Verdun. In de 17e en in het begin van de 18e eeuw werd de kerk in verschillende fases gebarokkiseerd. Belangrijke kunstenaars als Giovanni Battista Carlone, Peter Strudel, Antonio Bellucci, Matthias Steinl, Johann Michael Rottmayr en Santino Bussi werkten aan de vernieuwing mee.
Beroemd is ook het orgel in de kerk uit 1642, dat door Johann Freundt uit Passau werd gebouwd en tot de meest waardevolle instrumenten van Oostenrijk hoort. In de late 19e eeuw werden de beide kerktorens door de architect Friedrich von Schmidt in neogotische stijl verbouwd. Tegelijkertijd werd het exterieur van het kerkschip in neoromaanse vormen verbouwd.